# Jakar
Jakar (dzongkha : བྱ་ཀར་, bya-kar) est une ville de la région est centre du Bhoutan. Son nom se traduit comme « oiseau blanc » en référence à la légende fondatrice de son monastère. Celui-ci est fondé en 1549.
Jakar est situe dans la vallée Bumthang Choekhor. 
La ville possède un aéroport et dix-neuf écoles.